# Rallye Deutschland
ADAC Rallye Deutschland är en tysk rallytävling och deltävling i Rally-VM (WRC) med bas i Saarbrücken, Saarland.
Tävlingen genomfördes första gången 1982 i Frankfurt, Mainz och Koblenz. 
År 2000 flyttades rallyt till Trier, som var bas för rallyt fram till 2017, då det flyttade till Saarbrücken. En stor del av sträckorna behölls dock på grund av den relativa närheten till Trier. 
Det var tidigare en del av europeiska och tyska mästerskapen, men är sedan 2002 en del av Rally-VM.

## Vinnare

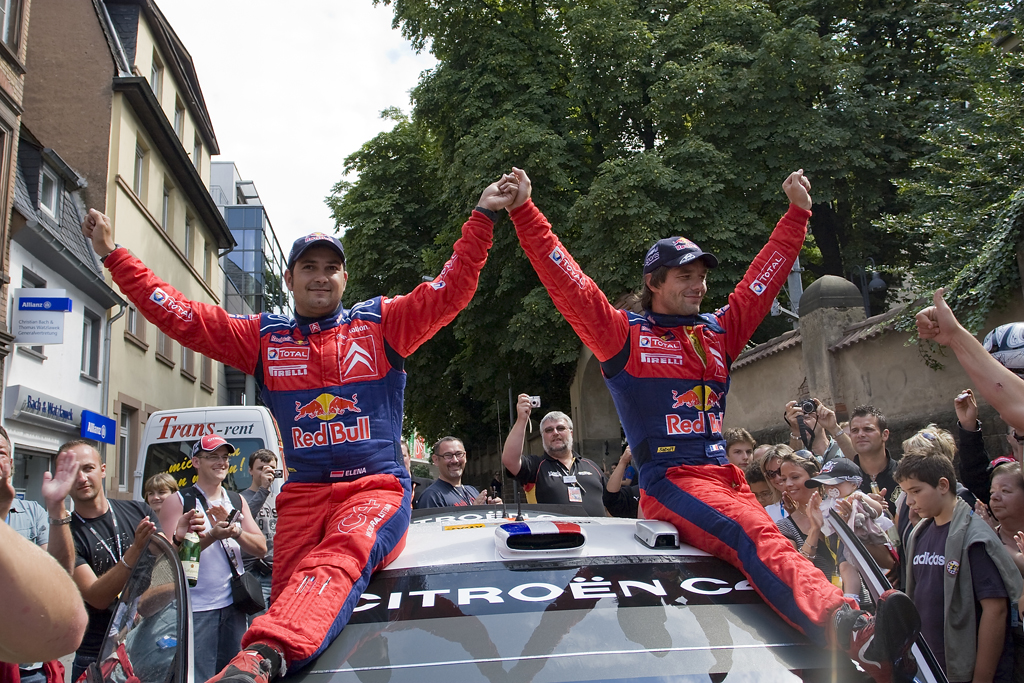
Niofaldiga vinnarna Sébastien Loeb och Daniel Elena firande 2008 års seger.

| År                              | Vinnare                               | Bil                            |
| Del av Tyska Rallymästerskapen  | Del av Tyska Rallymästerskapen        | Del av Tyska Rallymästerskapen |
| ------------------------------- | ------------------------------------- | ------------------------------ |
| 1982                            | Erwin Weber Matthias Berg             | Opel Ascona 400                |
| 1983                            | Walter Röhrl Christian Geistdörfer    | Lancia Rally 037               |
| 1984                            | Hannu Mikkola Christian Geistdörfer   | Audi Sport Quattro             |
| 1985                            | Kalle Grundel Peter Diekmann          | Peugeot 205 Turbo 16           |
| 1986                            | Michèle Mouton Terry Harryman         | Peugeot 205 Turbo 16           |
| 1987                            | Jochi Kleint Manfred Hiemer           | VW Golf GTI 16V                |
| 1988                            | Robert Droogmans Ronny Joosten        | Ford Sierra Cosworth           |
| 1989                            | Patrick Snijers Dany Colebunders      | Toyota Celica 4WD              |
| 1990                            | Robert Droogmans Ronny Joosten        | Lancia Delta HF Integrale      |
| 1991                            | Piero Liatti Luciano Tedeschini       | Lancia Delta HF Integrale      |
| 1992                            | Erwin Weber Manfred Hiemer            | Mitsubishi Galant VR4          |
| 1993                            | Patrick Snijers Dany Colebunders      | Ford Escort RS Cosworth        |
| 1994                            | Dieter Depping Peter Thul             | Ford Escort RS Cosworth        |
| 1995                            | Enrico Bertone Max Chiapponi          | Toyota Celica 4WD              |
| 1996                            | Dieter Depping Fred Berssen           | Ford Escort RS Cosworth        |
| 1997                            | Dieter Depping Dieter Hawranke        | Ford Escort RS Cosworth        |
| 1998                            | Matthias Kahle Dieter Schneppenheim   | Toyota Corolla WRC             |
| 1999                            | Armin Kremer Fred Berssen             | Subaru Impreza WRC             |
| 2000                            | Henrik Lundgaard Jens Christian Anker | Toyota Corolla WRC             |
| 2001                            | Philippe Bugalski Jean-Paul Chiaroni  | Citroen Xsara WRC              |
| Del av World Rally Championship |                                       |                                |
| 2002                            | Sébastien Loeb Daniel Elena           | Citroën Xsara WRC              |
| 2003                            | Sébastien Loeb Daniel Elena           | Citroën Xsara WRC              |
| 2004                            | Sébastien Loeb Daniel Elena           | Citroën Xsara WRC              |
| 2005                            | Sébastien Loeb Daniel Elena           | Citroën Xsara WRC              |
| 2006                            | Sébastien Loeb Daniel Elena           | Citroën Xsara WRC              |
| 2007                            | Sébastien Loeb Daniel Elena           | Citroën C4 WRC                 |
| 2008                            | Sébastien Loeb Daniel Elena           | Citroën C4 WRC                 |
| 2009                            | Inget VM-rally                        | Inget VM-rally                 |
| 2010                            | Sébastien Loeb Daniel Elena           | Citroën C4 WRC                 |
| 2011                            | Sébastien Ogier Julien Ingrassia      | Citroën DS3 WRC                |
| 2012                            | Sébastien Loeb Daniel Elena           | Citroën DS3 WRC                |
| 2013                            | Dani Sordo Carlos del Barrio          | Citroën DS3 WRC                |
| 2014                            | Thierry Neuville Nicolas Gilsoul      | Hyundai i20 WRC                |
| 2015                            | Sébastien Ogier Julien Ingrassia      | Volkswagen Polo R WRC          |
| 2016                            | Sébastien Ogier Julien Ingrassia      | Volkswagen Polo R WRC          |
| 2017                            | Ott Tänak Martin Järveoja             | Ford Fiesta WRC                |
| 2018                            | Ott Tänak Martin Järveoja             | Toyota Yaris WRC               |
| 2019                            | Ott Tänak Martin Järveoja             | Toyota Yaris WRC               |